# 릿쿄 대학
릿쿄 대학(일본어: 立教大学 릿쿄다이가쿠[*], 영어: Rikkyo University 또는 Saint Paul's University)은 일본 도쿄도 도시마구 니시이케부쿠로에 본부를 두고 있는 일본 성공회에 속한 명문 사립 대학이다. 도쿄 6대학 중 하나이며, 대학의 약칭은 릿쿄(일본어: 立教) 또는 리쓰다이(일본어: 立大)이다.

## 개관

### 대학 전체
도쿄 6대학 중 하나인 릿쿄 대학은 일본 성공회에서 설립한 기독교 학교이다. 원래는 미국 성공회의 선교사가 설립한 성서교육과 양학교육의 사숙(私塾)이었던 릿쿄학교가 모체이며, 설립당시의 영어명칭은 St.Paul's School였다. 이후 대학교로 개편되어, 제2차 세계 대전 전에 St.Paul's College로 변경되었으며, 현재의 정식 영칭은 Rikkyo University이다. 하지만 일반적으로 Saint Paul's University (세인트폴(성 바우로) 대학교) 또는 St.Paul's University로 쓰기도 한다. St.Paul's의 명칭은 릿쿄 대학의 수호성인이 '성 바우로'인 것에서 유래되었다.

### 건학의 정신
릿쿄 대학은 '자유의 학부(学府)'를 지향하며, 건학의 정신을 단적으로 나타내는 낱말로 이를 사용하고 있다.

### 교육과 연구
릿쿄 대학은 다른 기독교계 대학교들과는 달리 성직자 양성을 교육의 목표로 하지 않기 때문에, 기독교 신앙의 유무는 중요시되지 않으며, 사회, 과학, 예술, 윤리 등의 광범위한 범위의 학문을 공부하고 있다. 또한, 문화적인 측면에서의 종교의 연구를 통하여 불교, 로마 가톨릭교회 등 타 종교와의 연계활동도 활발히 이루어지고 있다.

## 연혁

### 역사
미국 성공회의 선교사 채밍 무어 윌리엄스 주교가, 1874년(메이지7), 성서와 영어 교육을 목적으로 도쿄 츠키지의 외국인거류지에 설립한 사숙 "릿쿄학교"로부터 시작된다. 그 후, 관동대지진에 의해 츠키지 교사가 소실되어 1918년(다이쇼7) 교사를 현재의 이케부쿠로에 이동, 지금까지 이르고 있다.

### 연표
- 1874년 1874년 도쿄 츠키지의 외국인거류지 부근에 릿쿄학교 설립
- 1883년 릿쿄대학교(St.Paul's College) 설립.
- 1907년 전문학교령에 의한 대학으로 전환, 릿쿄 대학으로 개칭. 문과, 상과, 예과를 설립.
- 1918년 이케부쿠로에 이전.
- 1922년 대학령에 의한 대학에 승격. 문학부(영문과, 철학과, 사학과), 상학부, 예과를 발족.
- 1923년 간토 대지진으로 인해 츠키지 캠퍼스 소실.
- 1931년 상학부를 경제학부로 개칭.
- 1941년 태평양 전쟁 발발. 외국인교원을 본국에 송환.
- 1943년 문학부, 교회 폐쇄
- 1944년 이과전문학교 설치
- 1946년 문학부 부활. 기독교학과, 영미문학과 설치
- 1947년 문학부 사회학과 설치.
- 1948년 이과전문학교를 개조, 이학부 설치.
- 1949년 신제대학으로 인가, 발족. 문학부, 경제학부, 이학부.
- 1956년 문학부 일본문학과 설치.
- 1958년 사회학부 설치. 니자교지를 토부철도로부터 양도받음.
- 1959년 법학부 설치.
- 1962년 문학부 심리교육학과를 심리학과,교육학과로 분할.
- 1963년 문학부 독일문학과, 프랑스문학과 설치.
- 1964년 사회학부 산업관계학과 설치.
- 1967년 사회학부 관광학과 설치.
- 1969년 시키시에 학원종합 그라운드 완성
- 1988년 법학부 국제비교법학과 설치
- 1990년 무사시노 니자캠퍼스 개설.
- 1996년 법학부 정치학과 설치.
- 1998년 관광학부와 커뮤니티복지학부를 설치.
- 2002년 경제학부 회계파이넌스학과, 사회학부 현대문화학과, 이학부 생명이학과 설치. 대학원독립연구과 발족.
- 2004년 법과대학원 설치.
- 2006년 경영학부, 현대심리학부를 설치. 경제학부 경제정책학과, 사회학부 미디어사회학과, 문학부 문학과, 관광학부 교류문화학과, 커뮤니티복지학부 커뮤니티정책학과 설치. 문학부 일본문학과, 영미문학과, 프랑스문학과, 독일문학과, 심리학과, 경제학부경영학과, 사회학부 산업관계학과를 모집중지. 무사시노 니자 캠퍼스를 니자 캠퍼스로 개칭.
- 2008년 이문화커뮤니케이션학부 설치. 커뮤니티복지학부 스포츠웰니즈학과설치.
- 2009년 문학연구과 조직신학전공 모집 정지 및 그리스도교학 연구과 설치.
- 2016년 사회학부에 '국제사회코스', 이문화커뮤니케이션학부에 'Dual Language Pathway'를 설치.
- 2017년 글로벌리버럴아츠프로그램(GLAP) 설치.
- 2018년 초대 총장 찰스 레이프스나이더(Charles S. Reifsnider) 이후 첫 외국인 총장 곽양춘(郭洋春) 취임.

## 기초 데이터

### 소재지
- 이케부쿠로 캠퍼스 (도쿄도 도시마구 니시이케부쿠로 3-34-1)

池袋キャンパス（東京都豊島区西池袋3-34-1）
- 니자 캠퍼스 (사이타마현 니자시 기타노 1-2-26)

新座キャンパス（埼玉県新座市北野1-2-26）

### 상징
- 백합

### 도서관
- 분관을 포함한 총 장서량은 약 175만 권이다
- 이케부쿠로 도서관
- 니자 도서관
- 니자 보존서고

### 표어
- 신과 국가를 위하여
(라틴어: Pro Deo et Patria)

### 학부생 취직현황 (2015년도)
(결정자수의 순번으로 상위20사까지 나열하였음)
| 01 | (주)미쓰이 스미토모 은행         | 11 | 국가공무원일반직(구 국가공무원 2종) |
| 02 | (주)미즈호파이낸셜그룹           | 12 | (주)치바은행                        |
| 03 | (주)미쯔비시도쿄UFJ은행          | 13 | 닛세이동화손해보험(주)              |
| 04 | 미쓰이 스미토모 해상화재보험(주) | 14 | SMBC일흥증권(주)                    |
| 05 | (주)리소나홀딩스                 | 15 | (주)워크애플리케이션즈              |
| 06 | 전일본공운(주)                   | 16 | (주)JTB Corp                        |
| 07 | 도쿄도 특별구 공무원             | 17 | (주)일본IBM                         |
| 08 | 손해보험재팬일본흥아(주)         | 18 | 소프트뱅크그룹(주)                  |
| 09 | 도쿄해상일동화재보험(주)         | 19 | 미쓰이 스미토모 신탁은행(주)        |
| 10 | 일본항공(주)                     | 20 | 미쯔비시UFJ신탁은행(주)             |

## 학생 생활

### 학원제
릿쿄대학의 학원제는, 이케부쿠로 캠퍼스에서는 St.Paul's Festival (SPF), 니자 캠퍼스에서는 IVY Festa라고 불리며, 매년 가을에 양 캠퍼스에서 개최된다.

### 스포츠
- 릿쿄대학 경식야구부는 도쿄 6대학 야구 연맹에 소속되어 있다. 나가시마 시게오 등 다수의 OB를 배출, 전국대회에서의 우승경험도 가지고 있다. 유니폼의 교명의 표기는 'RIKKIO'이다.
- 릿쿄대학 럭비부는 1923년 이래, 관동 럭비 풋볼 협회에 소속. 관동 대학럭비 대항전 그룹에 속한다. 럭비 초창기부터의 전통을 자랑하며, 긴 침체기를 겪었으나 최근 들어 부흥의 조짐을 보이며 2008년도부터는 B그룹에서 A그룹에 승격했다.
- 릿쿄대학 체육회 축구부, 1923년 창설. 07년에 승격되어 08년부터는 동경도 대학축구연맹 1부리그에 소속.

### 윤동주 시인 관련
1942년 릿쿄대학에 유학하였던 윤동주시인을 기리며 매년 '윤동주 시인 추모행사'가 행해지고 있다. 또한, 한국인 유학생을 대상으로 '윤동주 장학금'이 선별 지급된다.

## 대학의 인물

### 출신 유명인
준비중
- 양성길 - 물리학자
- 윤동주 - 시인
- 저우쭤런 - 수필가
- 유치진
- 김상용 (시인)
- 고승제
- 김윤경 (언어학자)
- 나가시마 시게오 - 전 프로 야구 선수
- 스오 마사유키 - 영화감독
- 후쿠다 마유코 - 배우

## 시설

### 캠퍼스
- 이케부쿠로 캠퍼스 (도쿄도 도시마구 니시이케부쿠로 3-34-1)
학부(문학부, 경제학부, 이학부, 사회학부, 법학부, 경영학부, 이문화커뮤니케이션학부)
대학원(문학연구과, 경제학연구과, 이학연구과, 사회학연구과, 법학연구과, 경영학연구과, 비지니스디자인연구과, 21세기사회디자인연구과, 이문화커뮤니케이션연구과, 법무연구과(법과대학원))
JR야마노테선, 사이쿄 선, 쇼난 신주쿠 라인, 도부도조 선, 세이부 철도 이케부쿠로 선, 도쿄 지하철 마루노우치 선, 유라쿠초 선, 도쿄 지하철 후쿠토신 선 '이케부쿠로역' 하차후 도보 약 7분.
이케부쿠로역 서쪽출구의 상점가에서는 릿쿄대학의 교색인 보라색의 깃발이 사용되고 있다.
이케부쿠로 캠퍼스의 '본관'(별명 모리스관), '제1식당', '2호관', '3호관', '도서관 구관', '릿쿄학원 제성종 성당'은 동경도 선정 역사적 건축물이다.
독특하고 세련된 캠퍼스의 분위기로 인해, 영화나 CF, 드라마의 촬영지로 인기가 높다.

- 니자 캠퍼스 (사이타마현 니자시 기타노 1-2-26)
학부(관광학부, 커뮤니티복지학부, 현대심리학부)
대학원(관광학연구과, 커뮤니티복지학연구과, 현대심리학연구과)
도부도조 선 시키역 하차후 도보 15분, JR무사시노 선 니자역 하차후 도보 25분.
이케부쿠로 캠퍼스와는 달리 스쿨버스(캠퍼스-시키 역, 캠퍼스-니자 역, 캠퍼스-후지미 그라운드)가 있다.
야구장, 테니스 코트, 실외 수영장 등 체육 관련 시설이 잘 갖추어져 있다.

## 대외 관계

### 해외 거점교류 기관

#### 아시아
- 대한민국
  - 한국 사무소(서울특별시)
- 중국
  - 중국 사무소(상하이시)
- 인도네시아
  - ASEAN 사무소(자카르타)

#### 유럽
- 영국
  - 런던 사무소(런던)

#### 북미
- 미국
  - 뉴욕 사무소(뉴욕)

### 타 대학과의 협정
- 게이오기주쿠 대학
- 와세다 대학
- 조치 대학
- 메이지 대학
- 아오야마가쿠인 대학
- 호세이 대학
- 주오 대학
- 가쿠슈인 대학
- 도카이 대학
- 니혼 대학
- 센슈 대학
- 고쿠시칸 대학
- 도쿄 12대학 홍보 연락 협의회 가맹
- 야마노테선 연결 사립대학 도서관 컨소시엄 가맹
- 5대학간 학점 호환제도 (F-campus) 가맹
- 릿쿄여학원단기대학
- 일본성공회관계학교협의회 가맹

### 자매교
학교법인 릿쿄여학원은 동일인물에 의해 설립되어, 관계가 깊다.
- 릿쿄여학원 소학교 (立教女学院小学校)
- 릿쿄여학원 중학교・고등학교 (立教女学院中学校・高等学校)
- 릿쿄여학원 단기대학 (立教女学院短期大学)

학교법인 릿쿄학원에 소속되어 있지는 않으나, 릿쿄대학 관계자가 설립하여 관계가 깊기 때문에 자매교로 간주된다.
- 릿쿄 영국학원 (立教英国学院)

### 계열교
- 릿쿄 소학교 (立教小学校)
- 릿쿄 이케부쿠로 중학교・고등학교 (立教池袋中学校・高等学校)
- 릿쿄 니자 중학교・고등학교 (立教新座中学校・高等学校)

### 부속학교
학교법인 릿쿄학원에서는 설치된 교육기관을 모두 동격으로 취급하고 있어, 대학을 정점으로 하는 부속교는 설치되어있지 않다.

### 국제 교류 협정교
2011년 6월 현재 전 세계 20개국의 51개교와 학술 교류 및 학생 교환 협정을 체결하였다.
- 시카고 대학 (미국)
- 코넬 대학 (미국)
- 버지니아 대학 (미국)
- 켄트 주립 대학 (미국)
- 밴더빌트 대학 (미국)
- 메릴랜드 대학 (미국)
- 웨스턴 미시건 대학 (미국)
- 사우스 대학 (미국)
- 토론토 대학교 (캐나다)
- 세인트 메리즈 대학 (캐나다)
- 셔브룩 대학 (캐나다)
- 루벤 대학 (벨기에)
- 리옹 제3대학 (프랑스)
- 파리 제2대학 (프랑스)
- 훔볼트 대학 (독일)
- 튜빙겐 대학 (독일)
- 본 라인 프리드리히 빌헬름 대학교(독일)
- 라이덴 대학 (네덜란드)
- 나이메헨 대학 (네덜란드)
- 바르샤바 대학 (폴란드)
- 에식스 대학 (영국)
- 셰필드 대학 (영국)
- 오스트레일리아 국립대학 (호주)
- 뉴사우스웨일스 대학교 (호주)
- 머독 대학교 (호주)
- 레옹 대학 (스페인)
- 홍콩중문대학 (홍콩)
- 중국 사회과학원 (중국)
- 남개대학 (중국)
- 서산대학 (중국)
- 숭실대학교 (한국)
- 한국외국어대학교 (한국)
- 고려대학교 (한국)
- 성공회대학교 (한국)
- 연세대학교 (한국)
- 이화여자대학교 (한국)
- 싱가포르 국립 대학 (싱가포르)
- 출라롱컨 대학 (태국)
- 트리니티 대학 (필리핀)
- 아테네오 데 마닐라 대학 (필리핀)
- 트리브번 대학 (네팔)

### 한국 대학과의 관계
학점 상호인정 협정교
- 연세대학교
- 성공회대학교

파견연구원 협정교
- 연세대학교
- 성공회대학교
- 고려대학교

동아시아 4대학 리더십 포럼 소속
- 릿쿄 대학(일본)
- 게이오기주쿠 대학(일본)
- 연세대학교(한국)
- 후단대학(중국)

## 같이 보기
- 성공회
- 일본 성공회
- 도쿄 6대학 야구 연맹
- 도쿄 6대학
- MARCH
- 슈퍼 글로벌 대학